# Téléchargement direct
Pour les articles homonymes, voir Téléchargement (homonymie) et DDL.
Le téléchargement direct (de l'anglais : direct download, abrégé en DDL), est une pratique de mise à disposition de fichiers téléchargeables directement sur l'infrastructure d'un site web, suivant le modèle client-serveur. Le terme « téléchargement direct » est utilisé afin de le démarquer du téléchargement en pair à pair, qui utilise les ressources de plusieurs utilisateurs.
L'expression « direct download » est popularisée à partir de la décennie 2000, du fait du développement de l'usage des sites d'hébergement de fichiers en un clic.

## Exemples de sites web l'utilisant massivement

### Légaux
Ces sites web hébergent un grand nombre de fichiers téléchargeables librement et gratuitement, notamment des logiciels :
- SourceForge.net
- Telecharger.com
- Clubic
- Comment ça marche

### Illégaux
Ces sites web ont facilité le téléchargement de contrefaçons à grande échelle :
- Wawa-Mania
- Zone Téléchargement (rebaptisé ensuite Zone-Annuaire)
- Megaupload
- Planet-Series[1]
- 123Movies
- Grooveshark
- Jiwa
- Madchat.org
- Megavideo
- Radio.blog
- YouTube-MP3